# Tim Rice-Oxley
Timothy James Rice-Oxley (Oxford, 2 giugno 1976) è un pianista e compositore britannico, cofondatore del gruppo britannico Keane.

## Biografia
Tim è figlio di Margaret e Charles Rice-Oxley. Tom Chaplin e il fratello minore di Tim (anch'esso chiamato Tom), nascono ad un mese di distanza l'uno dall'altro nello stesso ospedale e così le loro madri diventano amiche. Tim e Tom frequentano la Vinehall School, e successivamente la Tonbridge School dove incontrano Richard Hughes e Dominic Scott, futuri membri della band. Ed è proprio in questo periodo che Tim  prende lezioni di pianoforte, nonostante abbia ammesso più volte di trovarle estremamente noiose. Terminate le lezioni, inizia a dedicarsi allo studio di molte canzoni dei Beatles. Più tardi dopo la scuola Tim inizia a dare a Chaplin lezioni di pianoforte.
Nei primi anni novanta, inizia a frequentare la facoltà di lettere classiche a Londra, ma l'esperienza universitaria finisce quasi subito. Nel 1995, insieme al collega universitario Dominic Scott, fonda il gruppo "Lotus Eaters", invitando Richard ad entrare nella band come batterista. È in questo periodo che Tim conosce Chris Martin, il quale lo invita a lasciare i Lotus Eaters e unirsi ai Coldplay, appena esordienti. Tim però rifiuta l'offerta.
Nella primavera del 1997, Tim convince Richard e Dominic a far entrare Tom nella band, la quale viene ribattezzata ben presto in Keane.
Tra il 1998 e il 1999 i Keane si trasferiscono a Londra dove iniziano a suonare in vari locali della città. Durante questo periodo Tim e Tom condividono un piccolo appartamento nel quartiere di Stoke Newington, e iniziano a fare dei piccoli lavori in maniera da potersi pagare il locale in cui provano con la band.
Dominic Scott nel 2001, stanco di aspettare conferme che stentavano ad arrivare, lascia la band. In seguito Rice-Oxley inizia anche a suonare il piano durante i concerti, cosa mai fatta prima di allora.
Nel 2004 vince un Ivor Novello Awards come Miglior compositore dell'anno.
Nel 2006 collabora alla composizione delle canzoni "Early Winter" e "The girl inside" (inedita), contenute nel secondo album di Gwen Stefani intitolato The Sweet Escape.
Nel 2009 ha contribuito a scrivere la canzone Everything Is Beautiful per l'undicesimo album della cantante Kylie Minogue, intitolato Aphrodite.
È stato rivelato all'inizio del 2010 che stava lavorando ad un progetto alternativo chiamato Mt. Desolation, insieme all'amico e compagno di band Jesse Quin.

## Vita privata
Ha una moglie, Janye Rice-Oxley che ha sposato a febbraio del 2005, la coppia ha una figlia di nome Lilac nata il 22 settembre 2007. Chaplin ha fatto da testimone al loro matrimonio. Nel 2012 la coppia si è separata.

## Discografia

### Con i Keane
- 2004 – Hopes and Fears
- 2006 – Under the Iron Sea
- 2008 – Perfect Symmetry
- 2012 – Strangeland
- 2019 – Cause and Effect

### Con i Mt. Desolation
- 2010 – Mt. Desolation
- 2018 – When the Night Calls